# Willem Tuik

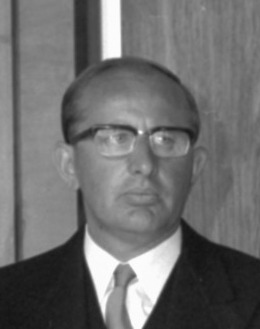
Willem Tuik (1970)

Willem Tuik (Delfzijl, 28 oktober 1928 – Vollenhove, 19 juli 1995) was een Nederlands politicus van de ARP en later het CDA.
Hij begon zijn ambtelijke loopbaan in Delfzijl en ging later werken bij de provinciale griffie van Utrecht waar hij eind 1968 chef de bureau werd. In augustus 1970 volgde zijn benoeming tot burgemeester van de Zuid-Hollandse gemeenten Mijnsheerenland en Westmaas. In januari 1981 werd Tuik de burgemeester van Brederwiede wat hij tot zijn pensionering in november 1993 zou blijven. Ruim anderhalf jaar later overleed hij op 66-jarige leeftijd.